# 武器輸出問題等に関する決議
武器輸出問題等に関する決議（ぶきゆしゅつもんだいとうにかんするけつぎ）とは日本の国会決議。

## 概要
1981年1月に大阪の商社が通産省の許可を得ずに韓国へ武器を輸出した堀田ハガネ事件が発覚したことをうけ、再発防止と武器輸出規制の徹底を図る趣旨から「政府は、武器輸出について、厳正かつ慎重な態度をもつて対処すると共に制度上の改善を含め実効ある措置を講ずべきである」とする武器輸出問題等に関する決議が1981年3月20日に衆議院で同年3月31日に参議院でそれぞれ可決された。これをうけ田中六助通産大臣は「御決議の趣旨を体し、今後努力をしてまいる所存でございます」と所信を述べた。
この国会決議は武器輸出を禁止する立法府の意思であるとする社会党国会議員の主張があるが、文言上は武器輸出を禁止するとはなっておらず、国会決議後の1981年11月13日の衆議院法務委員会において角田礼次郎内閣法制局長官は「そういう決議（注:武器輸出を全面的に禁止すべきであるという国会の決議）を私、正直のところ知りません」答弁し、武器輸出禁止決議である見解を否定している。
対米武器輸出技術供与のための武器輸出三原則の例外化の過程でこの国会決議が取り上げられ、武器輸出三原則の例外化は国会決議に違反するという主張がなされたが、1983年1月28日の参議院本会議で中曽根康弘内閣総理大臣は「（国会決議は）武器輸出三原則等について、わが国自身の平和と安全を確保するため必要不可欠な基盤をなすものである日米安保体制の効果的運用のために必要な調整をも禁じたものとは考えておりません」と、1983年3月9日の参議院予算委員会に角田礼次郎内閣法制局長官は「（国会決議は）国会の御承認を得ている安保条約などに基づく日米安保体制の効果的運用上必要な限度での武器輸出三原則等の調整までも禁じているものではない」、同日の同委員会で安倍晋太郎外務大臣は「すなわち国会の決議は三原則（注:武器輸出三原則）そのものを国会の決議にしたものではない、運用について厳正にそして慎重にやるべきである、こういうふうにわれわれは理解をいたしておる」とそれぞれ答弁し、国会決議に違反しないとする見解をとっている。